# Кейхюсрев II
Гийас ад-Дин Кей-Хосров II (тур. II. Gıyaseddin Keyhüsrev) — сельджукский правитель Конийского султаната (1236/1237—1246). Наследник и вероятный отравитель своего отца Кей-Кубада I. Став султаном, Кей-Хосров выдал свою сестру за Малик Азиза, сына Мухаммада, айюбидского правителя Халеба, а сам женился на дочери последнего. Второй женой Кей-Хосрова стала Тамар (Гюрджю Хатун), дочь грузинской царицы Русудан.
Слабый характером Кей-Хосров попал под влияние могущественного вельможи Саад ад-Дина Кёпека, который помог ему взойти на престол. Ставший первым министром Сельджукского султаната эмир Саад ад-Дин Кёпек по собственному произволу смещал и казнил видных государственных деятелей, присваивая затем их имущество. Тем не менее султану надоело всевластие эмира Кёпека, и в 1239 году тот был убит эмиром Сиваса Хюсамеддином Караджой. Впрочем, политический кризис до времени не сказывался на военных успехах султаната. Были одержаны победы при Диярбакыре и Тарсе, а Киликия, трапезундский император и правитель Халеба признали себя вассалами Кей-Хосрова II.
Постоянный приток беженцев с востока, в основном кочевников-тюрков, спасавшихся от монгольского завоевания, подготовил почву для социального взрыва. В 1239 году в восточных районах государства вспыхнуло восстание Баба Исхака, суфийского шейха, объявившего себя «посланником Аллаха». Баба Исхак и его сторонники-шииты призывали к свержению «тирана» — султана-суннита. Повстанцы смогли разбить направленное против них войско и вступить в город Амасью. С огромным трудом султану удалось подавить восстание. Все его участники с семьями, кроме детей до трёхлетнего возраста, были перебиты.
В 1242 году в ослабленный внутренним кризисом султанат вторглись монголы. Армия полководца Байджу-нойона захватила Эрзерум, а на следующий год разгромила численно превосходящее войско Кей-Хосрова при Кёсе-даге. Вслед за тем султан потерял города Сивас, Кайсери и Эрзинджан. Кей-Хосров бежал в Конью, поручив эмиру Мудхахиб ад-Дину и кади Амасьи вести переговоры с монголами. По условиям мира, султан должен был отправить в Каракорум около 12 миллионов иперпиров либо местных серебряных монет, 500 кусков шёлка, 500 верблюдов и 5000 баранов. Кей-Хосров отправил послов с признанием вассальной зависимости к Бату, правителю Улуса Джучи. Вскоре государство было разделено на две части: султану оставлены земли к западу от реки Кызыл-Ырмак, а область к востоку от неё непосредственно управлялась монгольским наместником .